# Bosque nacional Uwharrie
El bosque nacional Uwharrie es una región designada federalmente como un bosque nacional de los Estados Unidos localizado principalmente en el condado de Montgomery, pero también se extiende a Randolph y Davidson y a varios condados en el centro sur de Carolina del Norte. Es el más pequeño de los cuatro bosques nacionales en Carolina del Norte, con una superficie total de 50 645 acres (205 km²). Alrededor del 79% de la superficie se encuentra en el condado de Montgomery. El bosque es administrado junto con los otros tres bosques nacionales de Carolina del Norte (Croatan, Nantahala y Pisgah).

## El bosque
La tierra del bosque fue comprada por primera vez por el gobierno federal en 1931, y el área era conocida como la reserva Uwharrie. El bosque Uwharrie se le dio la designación federal a principios de 1960 por el presidente John F. Kennedy, junto con el Nantahala, Pisga, y el Croatan. El bosque es atravesado por varias carreteras interestatales. Tanto la Interestatal 73 y la Interestatal 74 discurren a lo largo de la frontera oriental del condado de Moore, de norte a sur.